# 马斯沃
马斯沃（法語：Masevaux，法語發音：[mazvo]）是法国上莱茵省的一个市镇，属于坦恩-盖布维莱尔区。2016年，马斯沃与市镇尼德布吕克合并为新市镇马斯沃-尼德布吕克。

## 地理
马斯沃（47°46'25"N, 6°59'45"E）面积23.21 平方千米，位于法国大東部大區上莱茵省，该省份为法国东部内陆省份，是阿尔萨斯的一部分，今与下莱茵省组成了阿尔萨斯欧洲集体，其北临下莱茵省，西接孚日省，西南接贝尔福地区省，东侧沿莱茵河与德国相望，南与瑞士接壤。
与马斯沃接壤的市镇（或旧市镇、城区）包括：劳镇、莫尔特兹维莱、上布尔巴克、下布尔巴克、鲁日蒙堡。
马斯沃的时区为UTC+01:00、UTC+02:00（夏令时）。

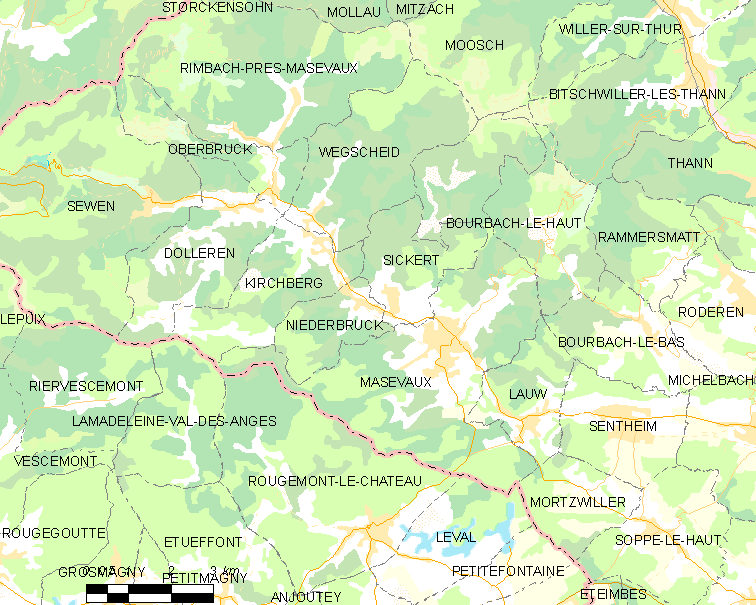
马斯沃的OSM定位图

## 行政
马斯沃的邮政编码为68290，INSEE市镇编码为68201。

## 政治
马斯沃所属的省级选区为马斯沃-尼德布吕克县。

## 人口

1962-2008年间马斯沃人口变化图示

马斯沃于2018年1月1日时的人口数量为3341人。